# Clare, Michigan
Clare är en ort i Clare County, och Isabella County, i Michigan. Enligt 2020 års folkräkning hade Clare 3 176 invånare.